# Arnon (Marte)
Arnon  è una caratteristica di albedo della superficie di Marte.